# Václav Štekl
Václav Štekl (23. září 1929 Plzeň – 5. února 1994 Praha) byl český herec-komik a konferenciér.

## Život
Původně se vyučil slévačem, později absolvoval studium herectví na pražské DAMU. Svoji kariéru začínal v armádních uměleckých souborech. Po tři roky (1960 až 1963) byl členem Divadla Semafor, odkud ale pro neshody s vedením divadla odešel. Posléze krátce působil v Divadélku Apollo a v Hudebním divadle v Karlíně. Poté pracoval jako estrádní umělec i konferenciér.
V českém filmu i v televizi byl ale velmi vyhledávaným hercem pro svůj osobitý humor a velké improvizační umění, vytvořil zde mnoho desítek drobných a epizodních rolí.

## Filmografie, výběr
- 1961 Každá koruna dobrá – role: Fousek
- 1962 Klaun Ferdinand a raketa (hlas papouška)
- 1963 Einstein kontra Babinský – role: ministerský úředník
- 1964 Limonádový Joe aneb koňská opera – role: pokladník banky
- 1966 Pan Tau a první dobrodružství (TV film) – role: učitel hry na klavír Maestro Bertollini
- 1966 Dáma na kolejích – role: soused
- 1967 Sedm žen Alfonze Karáska (TV film) – role: příslušník SNB
- 1968 Kulhavý ďábel – role: otec Zuzany
- 1968 Spalovač mrtvol – role: hudebník / rozhodčí boxu / majitel panoptika / zákazník masérského salonu
- 1970 Svatby pana Voka – role: zbrojnoš u mostu
- 1970 Pan Tau na horách – role: třídní učitel
- 1970 Fantom operety (TV minisérie) – role: pan Vašíček
- 1970 Pane, vy jste vdova – role: herec v divadle
- 1971 Petrolejové lampy – role: dirigent Mourek
- 1972 Šest medvědů s Cibulkou – role: učitel tělocviku
- 1973 Noc na Karlštejně – role: zbrojnoš
- 1973 Toulavý Engelbert – role: žebravý mnich
- 1976 Zítra to roztočíme, drahoušku…! – role: zájemce o auto
- 1977 Což takhle dát si špenát  – role: ředitel hotelu
- 1978 Já už budu hodný, dědečku!  – role: muž na nádraží
- 1979 Neohlížej se, jde za námi kůň – role: opilec
- 1979 Pan Vok odchází – role: kancléř Vintíř
- 1979 Lásky mezi kapkami deště – role: řečník na slavnosti
- 1979 Poprask na silnici E 4 – role: cestář, malíř čar na silnici
- 1979 Čas pracuje pro vraha – role: číšník
- 1980 Zlatá slepice – role: profesor Křováček
- 1980 Co je doma, to se počítá, pánové… – role: pokladník ve směnárně
- 1981 V podstatě jsme normální – role: lesník Choura
- 1982 Příště budeme chytřejší, staroušku! – role: vedoucí skladu lihovin Lojza Babánek
- 1983 Návštěvníci (TV seriál, 3 epizody: 9. 10. 14.) – role: majitel garáže Masák
- 1985 Všichni musí být v pyžamu – role: pacient Černý, jedlík na kardiologii
- 1985 Vlak dětství a naděje (TV seriál, epizoda: Válka si nevybírá) – role: vedoucí pošty
- 1986 Chobotnice z II. patra – role: host ve vinárně
- 1992 Kačenka a strašidla – role: Rudi
- 1993 Arabela se vrací – role: strýček Pompo